# World Conservation Monitoring Centre
El Centre Mundial de Vigilància de la Conservació (UNEP-WCMC) és una agència executiva del Programa de les Nacions Unides per al Medi Ambient (PNUMA), amb seu a Cambridge, al Regne Unit, que forma part de la PNUMA des de l'any 2000, i que té la responsabilitat d'avaluar la biodiversitat i donar suport al desenvolupament e implementació de polítiques. El Centre Mundial de Vigilància de la Conservació era una organització independent administrada conjuntament per la CIUN, la UNEP i la WWF, que havia estat creada el 1988, i que abans havia estat una part de la Secretaria de la UICN.

## Àrees de treball
Les activitats del centre inclouen l'avaluació de la diversitat biològica, donar suport a convencions internacionals com la CBD (Conveni sobre la Diversitat Biològica) i el CITES (Convenció sobre el comerç internacional d'espècies amenaçades de fauna i flora silvestres), i la creació de capacitat i gestió de dades de les espècies i els hàbitats d'interès per a la conservació. Aquesta agència té l'ordre de facilitar el lliurament dels indicadors globals sobre la taxa de pèrdua de diversitat biològica, i treballar juntament amb la Secretaria del CITES per crear una sèrie d'informes i bases de dates. A més, també gestiona la bases de dades de les àrees protegides del món en col·laboració amb la Comissió d'Àrees Protegides de la UICN. També ha publicat, a través de l'edició de la Universitat de Califòrnia, una sèrie d'atles mundials de temes de biodiversitat. La pròpia agencia està formada per múltiples Programes relacionats amb diferents sectors de la conservació: informàtica per a la diversitat biològica, comerç i biodiversitat, canvi climàtic, avaluació dels ecosistemes, seguretat alimentària, biomassa i diversitat biológica, àrees protegides, i les espècies.